# شادي الفخراني
شادي الفخراني، مخرج مصري، هو ابن الممثل يحيى الفخراني والكاتبة لميس جابر. ولد في عام 1971 في الـ7 من يناير

## في مجال الإخراج
عمل كمساعد مخرج في فيلم (الأولة في الغرام) كما أخرج عدد من الأفلام القصيرة، وأخرج أول مسلسل طويل له وهو الخواجة عبد القادر عام 2012، والثاني كان دهشة عام 2014، وأخيراً ونوس عام 2016.